# Vacaciones en Grecia
Vacaciones en Grecia es una miniserie peruana producida por Del Barrio Producciones y estrenada en la temporada de verano de la cadena América Televisión en el 2013.
Tiene a Marisol Aguirre, Paul Martin, Norka Ramírez y Pold Gastello como los protagonistas adultos; con Juan Carlos Rey de Castro, Jely Reátegui, Daniela Camaiora y Luis Baca como los protagonistas juveniles; y cuenta con las participaciones antagónicas de Christian Ysla y Camila Zavala. Además, cuenta con las actuaciones estelares de Laly Goyzueta, Dayiro Castañeda, André Silva, Lorena Caravedo, María Fernanda Valera y Wendy Sulca.

## Sinopsis
Los Berkinson-Mayer son una adinerada familia limeña que debe vivir con sus humildes, pero bondadosos sirvientes, los Huando Machuca, debido al embargo de su mansión y fortuna propiciada por el rencor de un familiar cercano. Ahora, exricos y pobres deberán vivir juntos y pasar unas divertidas vacaciones en la calle Grecia. Está basada en la comedia colombiana Pobres Rico, emitida por RCN Televisión en 2012.

## Reparto

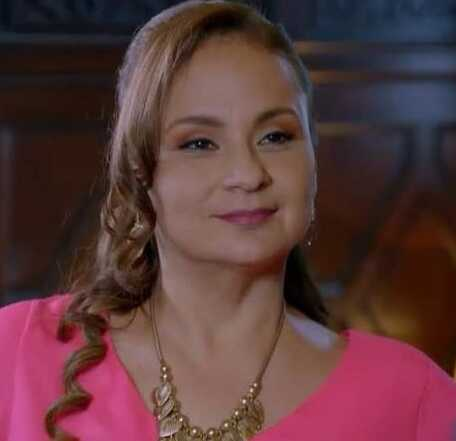
Norka Ramírez es Jackie Machuca
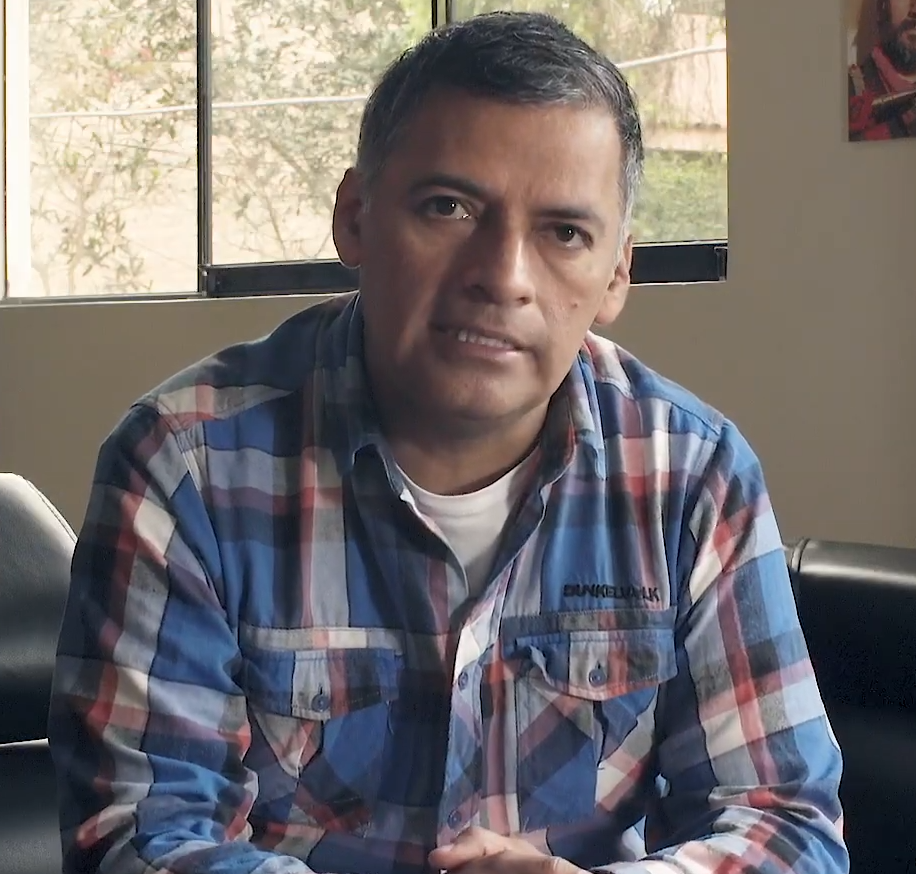
Pold Gastello es Walter Huando
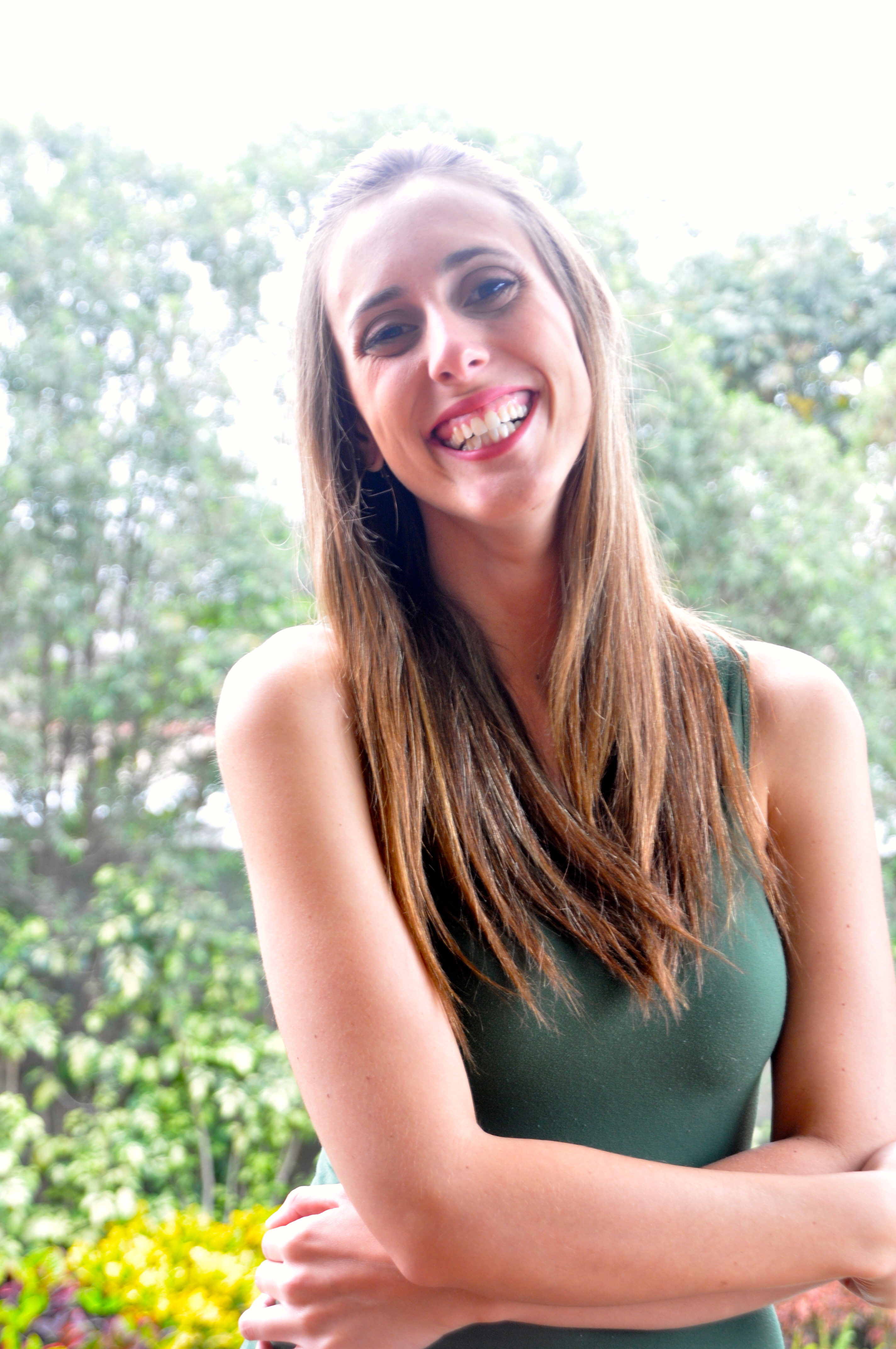
Daniela Camaiora es Lilian Berkinson-Mayer
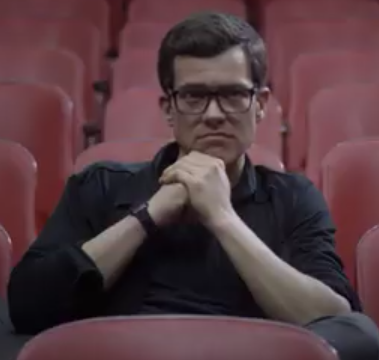
Juan Carlos Rey de Castro es Hans Berkinson-Mayer

### Principales
- Marisol Aguirre como Margot Sullivan Gildemeister de Berkinson-Mayer
- Norka Ramírez como Jackeline "Jackie" Machuca Li de Huando
- Pold Gastello como Walter Huando Choque
- Christian Ysla como Teodoro "Teo" Concha Berkinson-Mayer
- Daniela Camaiora como Lilian Berkinson-Mayer Sullivan
- Jely Reátegui como Sheyla María Huando Machuca
- Juan Carlos Rey de Castro como Hans Berkinson-Mayer Sullivan
- Luis Baca como Poncho Machuca Asecaz
- Laly Goyzueta como Nanet Vílchez
- Lorena Caravedo como Zoyla Asecaz Vda. de Machuca
- Camila Zavala como Stephanie Vílchez / Stephanie Concha Vílchez
- Dayiro Castañeda como Walter Junior Huando Machuca "Rocoto"
- André Silva como Daniel Pérez "El Men"
- Daniel Neuman como Lalo "Lalito" Prado
- Cristian Levano como "El Jeyson"
- Wendy Sulca como Wendolyn
- María Cecilia Silva como Yurian
- María Fernanda Valera como Gina
- Gustavo Cerrón como Mario Pérez
- Paul Martin como Martín Berkinson-Mayer

### Recurrentes
- Pedro Olórtegui como Fiscal
- Nicola Porcella como Stefano Ricchi
- Gustavo Mac Lennan como Martin Berkinson-Mayer Sr.
- Emilia Drago como Valeria
- Trilce Cavero como Profesora
- Lucía Oxenford como Carolina

## Banda sonora
- «Amor de verano» - Juan Carlos Rey de Castro, Jely Reátegui, Luis Baca y Daniela Camaiora
- «Las revoltosas del ritmo» - Jely Reátegui, Wendy Sulca, María Fernanda Valera y María Cecilia Silva
- «Hasta que llegaste tú» - Daniela Camaiora y Luis Baca
- «No es amor» - Juan Carlos Rey de Castro, Jely Reátegui, Wendy Sulca, María Fernanda Valera, María Cecilia Silva, André Silva y Cristián Lévano
- «El Men» - André Silva
- «Toda la noche» - Urban Club

## Versiones
- Verano en Venecia (2009): Telenovela colombiana que en parte inspiró a la trama de Pobres Rico. Protagonizada por Silvia De Dios y Abel Rodríguez y antagonizada por Claudia Moreno, Ricardo Leguízamo y Jacqueline Arenal.
- Pobres Rico (2012-2013): Telenovela colombiana que inspiró a la trama de Vacaciones en Grecia. Protagonizada por Juan Pablo Raba y Paola Rey y antagonizada por Antonio Sanint, Alina Lozano, Alejandra Azcárate y Jennifer Steffens.
- Pituca sin lucas (2014-2015): Telenovela chilena en parte basada en Vacaciones en Grecia. Protagonizada por Paola Volpato, Álvaro Rudolphy e Íngrid Cruz.
- Silvana sin lana (2016-2017): Telenovela estadounidense inspirada en Pituca sin lucas. Protagonizada por Maritza Rodríguez y Carlos Ponce y antagonizada por Marimar Vega y Adriana Barraza.
- Pituca sin lucas (2024): Telenovela peruana en parte basada en la versión chilena Pituca sin lucas. Protagonizada por Emilia Drago y Jorge Aravena y antagonizada por Gustavo Mayer, Kukuli Morante.

## Retransmisión
- Del 10 de setiembre al 19 de octubre de 2018 se retransmitió en el desaparecido canal América Next de 6:00 a 7:00 p. m., fue sustituida por Yo no me llamo Natacha; sin embargo, en 2019, vuelve a ser transmitida del 23 de abril al 3 de junio del mismo año de 12 a 1 p. m..
- La miniserie se retransmitió por America Televisión desde el 4 de enero de 2021, en reemplazo del programa América hoy y marcando la programación de temporada de verano, se transmitía de lunes a viernes de 10:00 a 11:00 AM, y finalizó el 29 de enero de 2021.
- La miniserie se retransmitió nuevamente por America Televisión del 2 de enero al 2 de febrero de 2024, en reemplazo del programa América hoy y marcando la programación de temporada de verano transmitiéndose de lunes a viernes de 10:00 a 11:00 a. m..
- La miniserie llegó a Latinoamérica a través del streaming por Pluto TV a mediados de 2021.
- La serie era emitida para 2025 por Telecanal en Chile hasta su cierre el 15 de junio de ese año, antes de su reemplazo por RT en Español